# 愛がいちばん
「愛がいちばん」は石川さゆりのシングル。ポニーキャニオンから1999年7月16日に発売された。
NHKのテレビアニメ「忍たま乱太郎」のエンディングテーマとして1999年4月5日放送分から7月30日放送分まで使用された。アニメーションは乱太郎、きり丸、しんべヱの3人が林道を歩いている道中、最初にドクタケ忍者が走り去り、その後、土井半助、山田伝蔵、ユキ、トモミ、シゲ、学園長が順に登場し、最後はタンポポの綿毛が風で飛んでいくシーンで締めくくられるという映像。エンディングアニメーションは遠藤靖裕。このEDから第1期以来5年ぶりに歌詞テロップ表示が復活した。なお、途中からエンドクレジットのフォントが変更されている。また、しんべヱ役のクレジットが「鈴木みえ」から現在の「一龍斎貞友」に変更された。映像ソフト未収録。

## 収録曲
1. 愛がいちばん [3:27]
  - 作詞 : 吉岡治 作曲 : 杉本真人
  - NHK教育アニメ ｢忍たま乱太郎｣ 1999年 エンディングテーマ
2. 愛がいちばん (オリジナル・カラオケ) [3:23]

## 収録アルバム
- ｢石川さゆり 40周年記念CD BOX｣ (2012年発売)
- ｢忍たま乱太郎 20th アニバーサリーアルバム 忍たまファミリー・ベストセレクション｣ (2012年発売)